# 横路孝弘
横路 孝弘（よこみち たかひろ、1941年〈昭和16年〉1月3日 - 2023年〈令和5年〉2月2日）は、日本の政治家、弁護士。
衆議院議員（通算12期）、北海道知事（公選第10・11・12代）、衆議院議長（第73代）、衆議院副議長（第63代）、民主党総務会長を歴任。父は、元日本社会党衆議院議員の横路節雄。

## 来歴・人物

### 生い立ち

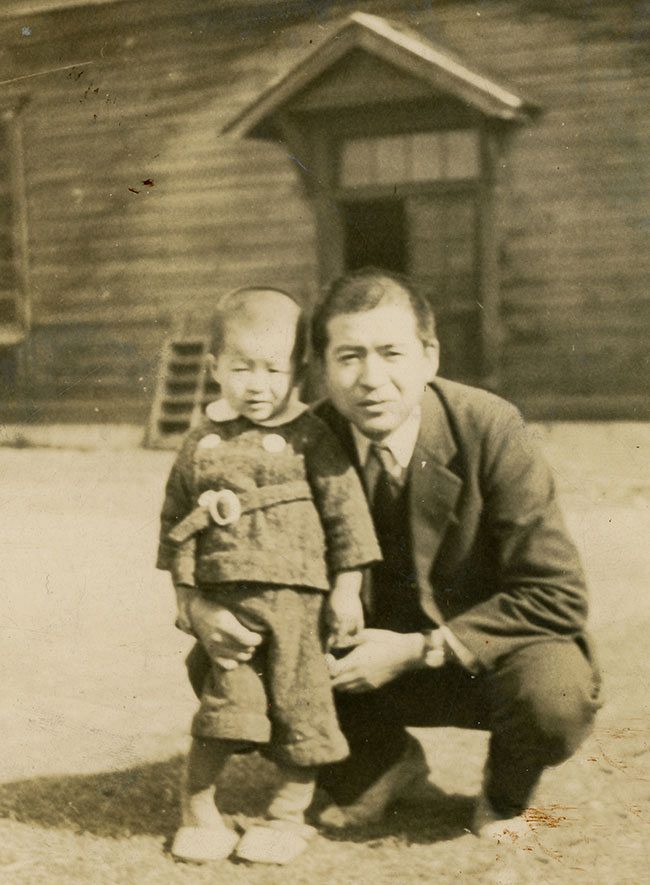
父・節雄と（1946年頃）

北海道札幌市で次男として生まれる。父・節雄は教員で、後に日本社会党で北海道議会議員、衆議院議員を務めた。母・美喜は経済学者の野呂栄太郎の妹である。札幌市立二条小学校を卒業。中学生時代に交通事故に遭い療養生活を余儀なくされ、4年かけて16歳で札幌市立啓明中学校を卒業する。北海道札幌西高等学校に入学するが、1年生の2学期から東京都立九段高等学校に転校し、同校を卒業。1浪して東京大学に進学し、1966年、法学部を卒業する。大学時代の親友に江田五月がおり、日本社会主義青年同盟の学生班に揃って所属していた。また大学在学中の1965年、24歳で司法試験に合格。司法修習第20期を経て、1968年4月に弁護士登録。

### 政界入り
1969年、父・節雄の急逝を受け、第32回衆議院議員総選挙に旧北海道1区から日本社会党公認で立候補し、初当選。以後5期連続で当選する。社会党では「新しい流れの会」の幹事を務め、党内では「社会党のプリンス」ともよばれた。
1972年、衆議院予算委員会で沖縄返還に伴う日米間の密約を示した外務省極秘電信を暴露し、西山事件の発端になった。

### 北海道知事
1983年、衆院議員を辞職し、同年4月の北海道知事選挙に周囲から推される形で立候補する。元日本大学全学共闘会議書記長の田村正敏や実業家の菊地日出男らが率いる勝手連の選挙運動により支持を広げ、自由民主党、新自由クラブ及び大学時代の親友である江田五月も所属する社会民主連合が推す前副知事の三上顕一郎らを破り、当選した。横路の北海道知事在任中、1969年の当選同期であり、党派を超えて親交のあった農林水産大臣（当時）の羽田孜が荒井聰（後に衆議院議員）に北海道庁への転勤を命じている。1987年の知事選では、元食糧庁長官の松浦昭らを破り、再選。1991年の知事選では、自民党が推薦する佐藤静雄を100万票超の大差で破り、3選。当選後、荒井聰を知事室長に起用した。1994年、翌年の知事選に立候補しない意向を表明し、あわせて国政復帰を明言した。
知事在任中は一村一品運動を推進して地域経済の活性化を図り、第1回アジア冬季競技大会の北海道への招致にも成功。しかし、地方博ブームにのって開催した1988年の「世界・食の祭典」では約90億円にものぼる多額の赤字を計上し、関係者が自殺する事態に発展したため、北海道議会に問責決議が提出され、道民の間からも「ショックの祭典」等、揶揄する声が上がった。横路道政の下では他に、道庁職員のカラ出張も社会問題化した。道路建設のための小樽運河埋め立ての計画が持ち上がった際は運河を分割した上でその一方を半分の幅を残して埋め立て、一方を埋め立てない「足して二で割る」案を採用し、決着させた。1990年8月にはソビエト連邦サハリン州で大火傷を負ったコンスタンティン君に皮膚移植を施すために札幌医科大学附属病院に受け入れた。

### 国政復帰

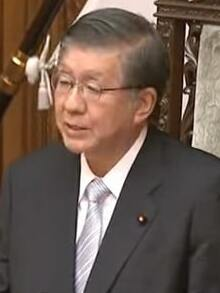
2010年6月8日、衆議院議長時

知事退任後、日本社会党から復党の要請を受けるも応じず、第17回参議院議員通常選挙において東京都選挙区で無所属の新人見城美枝子を支援したが、見城は落選した。1996年、北海道選出の衆議院議員・鳩山由紀夫や厚生大臣（当時）の菅直人を中心に結党した旧民主党に参加。第41回衆議院議員総選挙に同党公認で北海道1区から立候補し当選、13年ぶりに国政に復帰した。当初、新進党が北海道第1区に小沢一郎党首の甥・小野健太郎の擁立を進めていたが、選挙協力により小野は北海道5区に国替えした（小野は現職の町村信孝に敗れた）。以後、5期連続当選。
2005年、第44回衆議院議員総選挙に際し、社会民主党に所属していた横光克彦を引き抜き、民主党に入党させた。なお横光は、横路の1969年当選同期である阿部未喜男の後継者である。同年の第163回国会から衆議院副議長を務める。
2009年、第45回衆議院議員総選挙で10選。民社国連立政権発足に先立ち、衆議院議長に就任する。副議長経験者が議長に就任するのは原健三郎衆議院議長の就任以来、約20年ぶりであった。また民選知事経験者が国会の議長に就任するのは史上初めてであり、衆議院議長・衆議院副議長で、東京大学出身の経歴を持つ人物は史上初めてである。9月18日、鈴木宗男事件による収賄罪で二審で実刑判決を受けて上告中の鈴木宗男を外務委員長に指名した。鈴木は翌年9月に実刑判決が確定し議員を失職したため、鈴木を外務委員長に指名した横路の責任を追及する声が野党から上がった。

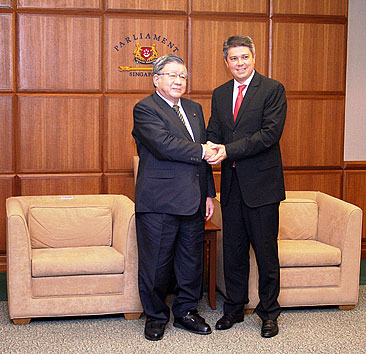
2012年9月23日、マイケル・パーマー・シンガポール国会議長と

2012年11月16日に衆議院が解散されたことを受け、1か月後に執行された第46回衆議院議員総選挙では、自民党新人の船橋利実に競り負け、重複立候補した比例北海道ブロックで復活し11選。直近の元衆議院議長が小選挙区で落選したのは初である。
2014年12月に執行された第47回衆議院議員総選挙では小選挙区で当選を果たし、12選。2015年2月、同年4月に予定されている北海道知事選挙において党の独自候補を擁立することができなかった責任を取って、道連代表を辞任。
2016年5月21日、次期衆院選に立候補せず、政界から引退することを明らかにした。5月28日に行われた民進党北海道1区総支部定期大会において政界引退を正式に発表し、後任には北海道議会の道下大樹議員（民進党・道民連合）を擁立することを併せて発表した。
2017年7月27日、民進党代表の蓮舫が、同月の東京都議会議員選挙の結果を受けて辞任を表明。蓮舫の辞任に伴う代表選挙（9月1日投開票）では枝野幸男の推薦人に名を連ねた。
同年9月28日、衆議院解散に伴い政界を引退。後継となった道下は第48回衆議院議員総選挙で立憲民主党から立候補し当選した。
晩年は病気療養していたが、2023年2月2日午後8時45分、肝内胆管がんのため東京都内の病院で死去。82歳没。訃報は同月6日に各メディアにより報じられた。

## 政策・主張

### 基本政策
自身の重視する政策として以下の7つを挙げている。
- 原発ゼロ社会
- 平和憲法9条を守る
- 子育て支援と教育の充実
- 安定した雇用の創出
- 医療、年金、介護の充実
- TPPへの参加反対
- 地域経済から日本再生

### 安全保障
民主党入党後は、党内で旧社会党系議員が中心の新政局懇談会を率いており、鳩山由紀夫が民主党代表就任時に日本国憲法の改正を示唆する発言を行った際は辞職を促す等、党内の護憲派の代表格である。一方、2004年には改憲論者である小沢一郎との間で日本の安全保障・国際協力の基本原則に関して合意し、国際連合の警察的機能に貢献するための別組織を作って国際協力を進めながらも、自衛隊は国土防衛に徹し、海外へは派遣しない方針を確認した。

### 国旗国歌法案
1999年の衆議院本会議における国旗及び国歌に関する法律案の採決では反対票を投じている。

### 核・原子力発電
日本社会党は原子力発電に反対する姿勢を取っていたが、北海道知事就任後、北海道電力泊原子力発電所について「行政の継続性」を理由に反対の姿勢は取らなかった。また非核三原則を北海道議会で決議する案が出た際、「国が決めているものを地方で決議することに意味がない」と否定的な見解を示した。

### 外国人参政権問題
外国人への地方参政権付与に肯定的な立場を見せており、来日した朴熺太韓国国会議長から謝意を表明された。

### 選択的夫婦別姓制度
選択的夫婦別姓制度の導入に賛同。

### ヒグマ保護
北海道では1875年にエゾヒグマを害獣と指定し、以降、各地で春に冬眠から目覚めたヒグマを追いかけ、駆除する「春グマ駆除制度」など絶滅政策を取っていた。知事であった横路は、急速なヒグマ分布域の縮小や推定生息数の減少を背景に、1988年に道議会で、「ヒグマは本道の豊かな自然を象徴する野生動物であり、保護面でも対応する」と述べ、翌年に春グマ駆除制度を廃止。ヒグマを保護していく大切さを訴え、ヒグマとの共存を目指す政策へとシフトさせた。以降、積極的な駆除がなくなり、全道的にヒグマの個体数は増加傾向にあるが、農村部では農業被害も出たり、札幌の都市部でも出没が相次いでいる。

## エピソード
- 北海道知事退任後、新党ブームの時期には平成維新の会顧問やMPD・平和と民主運動の呼びかけ人を務めた。
- 衆院副議長時代から議員を指名する際、男性議員は「君」、女性議員は「さん」で使い分けていた[注釈 2]。
- 北海道知事時代は大規模なイベントの開催に熱心であったが、国政復帰後は静岡空港建設反対の国会議員署名活動で署名者に加わる[29]等、大規模公共事業に批判的な立場を取っている[30]。
- 北海道知事在任中、歴代の保守系知事が行っていなかった自衛隊三軍司令官との会食を行った[21]。
- 趣味は囲碁、読書、映画鑑賞。
- 好きな作家は司馬遼太郎、大江健三郎、宮本輝、阿刀田高。好きな本は『沈黙の春』（レイチェル・カーソン）、『街道をゆく』（司馬遼太郎）。
- 好きな映画は「男はつらいよ」シリーズ、「カサブランカ」、「ローマの休日」。
- 好きな音楽はショパン、モーツァルト。歌うのは石原裕次郎「北の恋人」ほか。

## 所属団体・議員連盟
- 民主党たばこ産業政策議員連盟（顧問）[31]
- 立憲フォーラム（顧問）
- 北京オリンピックを支援する議員の会（顧問）
- 日本民主教育政治連盟
- 在日韓国人をはじめとする永住外国人住民の法的地位向上を推進する議員連盟
- 原発ゼロの会
- 恒久平和のために真相究明法の成立を目指す議員連盟
- 日朝友好議員連盟
- 子供の未来を考える議員連盟
- 障害者国際会議推進議員連盟（副会長）
- ラグビーワールドカップ2019日本大会成功議員連盟（顧問）
- 北方領土返還・四島交流促進議員連盟
- 民進党知的財産制度改革推進議員連盟
- 民進党難病対策推進議員連盟
- 民進党日英議員連盟

## 家族・親族
- 父・横路節雄（教員、道議、衆議）[4]
  - 祖父・横路勘太郎（節雄の父）[32]
- 母・横路美喜[4]
  - 伯父・野呂栄太郎（美喜の兄、経済学者）[4]
  - 祖父・野呂市太郎（美喜の父）[33]
  - 祖母：野呂波留（美喜の母）[33]
    - 曾祖父・添田龍吉（波留の父、室蘭開拓の立役者[34]）[35]
      - 添田欽允（龍吉の長男、道議[36]）[37]

    - 曾祖叔父・泉麟太郎（龍吉の弟、角田村村長、道議[38][39]）[37][35]
      - 泉哲（麟太郎の子、国際法学者、植民政策学者[40]）[41]
        - 泉靖一（哲の長男、文化人類学者）[41]
        - 泉靖二（哲の次男、運輸省航空局首席安全監察官）[41]

系図
|  |  | 泉麟太郎 | 泉麟太郎 | 泉麟太郎 | 泉麟太郎 | 泉麟太郎 | 泉麟太郎 |  |  | 泉哲       | 泉哲       | 泉哲       | 泉哲       | 泉哲       | 泉哲       |  |  | 泉靖一     | 泉靖一     | 泉靖一     | 泉靖一     | 泉靖一     | 泉靖一     |  |  |          |  |  |  |  |  |  |  |  |  |  |  |  |  |  |  |  |  |  |  |  |  |  |  |  |  |
|  |  | 泉麟太郎 | 泉麟太郎 | 泉麟太郎 | 泉麟太郎 | 泉麟太郎 | 泉麟太郎 |  |  | 泉哲       | 泉哲       | 泉哲       | 泉哲       | 泉哲       | 泉哲       |  |  | 泉靖一     | 泉靖一     | 泉靖一     | 泉靖一     | 泉靖一     | 泉靖一     |  |  |          |  |  |  |  |  |  |  |  |  |  |  |  |  |  |  |  |  |  |  |  |  |  |  |  |  |
|  |  |          |          |          |          |          |          |  |  |            |            |            |            |            |            |  |  |            |            |            |            |            |            |  |  |          |  |  |  |  |  |  |  |  |  |  |  |  |  |  |  |  |  |  |  |  |  |  |  |  |  |
|  |  |          |          |          |          |          |          |  |  | 添田欽允   | 添田欽允   | 添田欽允   | 添田欽允   | 添田欽允   | 添田欽允   |  |  | 泉靖二     | 泉靖二     | 泉靖二     | 泉靖二     | 泉靖二     | 泉靖二     |  |  |          |  |  |  |  |  |  |  |  |  |  |  |  |  |  |  |  |  |  |  |  |  |  |  |  |  |
|  |  |          |          |          |          |          |          |  |  | 添田欽允   | 添田欽允   | 添田欽允   | 添田欽允   | 添田欽允   | 添田欽允   |  |  | 泉靖二     | 泉靖二     | 泉靖二     | 泉靖二     | 泉靖二     | 泉靖二     |  |  |          |  |  |  |  |  |  |  |  |  |  |  |  |  |  |  |  |  |  |  |  |  |  |  |  |  |
|  |  |          |          |          |          |          |          |  |  |            |            |            |            |            |            |  |  |            |            |            |            |            |            |  |  |          |  |  |  |  |  |  |  |  |  |  |  |  |  |  |  |  |  |  |  |  |  |  |  |  |  |
|  |  | 添田龍吉 | 添田龍吉 | 添田龍吉 | 添田龍吉 | 添田龍吉 | 添田龍吉 |  |  | 野呂波留   | 野呂波留   | 野呂波留   | 野呂波留   | 野呂波留   | 野呂波留   |  |  | 野呂栄太郎 | 野呂栄太郎 | 野呂栄太郎 | 野呂栄太郎 | 野呂栄太郎 | 野呂栄太郎 |  |  |          |  |  |  |  |  |  |  |  |  |  |  |  |  |  |  |  |  |  |  |  |  |  |  |  |  |
|  |  | 添田龍吉 | 添田龍吉 | 添田龍吉 | 添田龍吉 | 添田龍吉 | 添田龍吉 |  |  | 野呂波留   | 野呂波留   | 野呂波留   | 野呂波留   | 野呂波留   | 野呂波留   |  |  | 野呂栄太郎 | 野呂栄太郎 | 野呂栄太郎 | 野呂栄太郎 | 野呂栄太郎 | 野呂栄太郎 |  |  |          |  |  |  |  |  |  |  |  |  |  |  |  |  |  |  |  |  |  |  |  |  |  |  |  |  |
|  |  |          |          |          |          |          |          |  |  |            |            |            |            |            |            |  |  |            |            |            |            |            |            |  |  |          |  |  |  |  |  |  |  |  |  |  |  |  |  |  |  |  |  |  |  |  |  |  |  |  |  |
|  |  |          |          |          |          |          |          |  |  |            |            |            |            |            |            |  |  |            |            |            |            |            |            |  |  |          |  |  |  |  |  |  |  |  |  |  |  |  |  |  |  |  |  |  |  |  |  |  |  |  |  |
|  |  |          |          |          |          |          |          |  |  | 野呂市太郎 | 野呂市太郎 | 野呂市太郎 | 野呂市太郎 | 野呂市太郎 | 野呂市太郎 |  |  | 横路美喜   | 横路美喜   | 横路美喜   | 横路美喜   | 横路美喜   | 横路美喜   |  |  |          |  |  |  |  |  |  |  |  |  |  |  |  |  |  |  |  |  |  |  |  |  |  |  |  |  |
|  |  |          |          |          |          |          |          |  |  | 野呂市太郎 | 野呂市太郎 | 野呂市太郎 | 野呂市太郎 | 野呂市太郎 | 野呂市太郎 |  |  | 横路美喜   | 横路美喜   | 横路美喜   | 横路美喜   | 横路美喜   | 横路美喜   |  |  |          |  |  |  |  |  |  |  |  |  |  |  |  |  |  |  |  |  |  |  |  |  |  |  |  |  |
|  |  |          |          |          |          |          |          |  |  |            |            |            |            |            |            |  |  |            |            |            |            |            |            |  |  | 横路孝弘 |  |  |  |  |  |  |  |  |  |  |  |  |  |  |  |  |  |  |  |  |  |  |  |  |  |
|  |  |          |          |          |          |          |          |  |  |            |            |            |            |            |            |  |  |            |            |            |            |            |            |  |  |          |  |  |  |  |  |  |  |  |  |  |  |  |  |  |  |  |  |  |  |  |  |  |  |  |  |
|  |  |          |          |          |          |          |          |  |  | 横路勘太郎 | 横路勘太郎 | 横路勘太郎 | 横路勘太郎 | 横路勘太郎 | 横路勘太郎 |  |  | 横路節雄   | 横路節雄   | 横路節雄   | 横路節雄   | 横路節雄   | 横路節雄   |  |  |          |  |  |  |  |  |  |  |  |  |  |  |  |  |  |  |  |  |  |  |  |  |  |  |  |  |
|  |  |          |          |          |          |          |          |  |  | 横路勘太郎 | 横路勘太郎 | 横路勘太郎 | 横路勘太郎 | 横路勘太郎 | 横路勘太郎 |  |  | 横路節雄   | 横路節雄   | 横路節雄   | 横路節雄   | 横路節雄   | 横路節雄   |  |  |          |  |  |  |  |  |  |  |  |  |  |  |  |  |  |  |  |  |  |  |  |  |  |  |  |  |

## 選挙
| 当落 | 選挙                   | 執行日         | 年齢 | 選挙区                  | 政党       | 得票数      | 得票率 | 定数 | 得票順位 /候補者数 | 政党内比例順位 /政党当選者数 |
| ---- | ---------------------- | -------------- | ---- | ----------------------- | ---------- | ----------- | ------ | ---- | ------------------ | ---------------------------- |
| 当   | 第32回衆議院議員総選挙 | 1969年12月27日 | 28   | 旧北海道1区             | 日本社会党 | 9万8829票   | 15.21% | 5    | 2/11               | /                            |
| 当   | 第33回衆議院議員総選挙 | 1972年12月10日 | 31   | 旧北海道1区             | 日本社会党 | 11万1244票  | 13.85% | 5    | 4/8                | /                            |
| 当   | 第34回衆議院議員総選挙 | 1976年12月05日 | 35   | 旧北海道1区             | 日本社会党 | 14万6400票  | 15.66% | 5    | 1/10               | /                            |
| 当   | 第35回衆議院議員総選挙 | 1979年10月07日 | 38   | 旧北海道1区             | 日本社会党 | 17万2598票  | 19.24% | 5    | 1/8                | /                            |
| 当   | 第36回衆議院議員総選挙 | 1980年06月22日 | 39   | 旧北海道1区             | 日本社会党 | 15万2850票  | 16.01% | 5    | 4/9                | /                            |
| 当   | 1983年北海道知事選挙   | 1983年4月10日  | 42   |                         | 無所属     | 159万7590票 | 49.00% | 1    | 1/3                | /                            |
| 当   | 1987年北海道知事選挙   | 1987年4月13日  | 46   |                         | 無所属     | 211万730票  | 67.57% | 1    | 1/3                | /                            |
| 当   | 1991年北海道知事選挙   | 1991年4月7日   | 50   |                         | 無所属     | 205万4453票 | 69.82% | 1    | 1/4                | /                            |
| 当   | 第41回衆議院議員総選挙 | 1996年10月20日 | 55   | 北海道1区               | 旧民主党   | 10万2577票  | 45.88% | 1    | 1/4                | /                            |
| 当   | 第42回衆議院議員総選挙 | 2000年06月25日 | 59   | 北海道1区               | 民主党     | 13万2514票  | 50.70% | 1    | 1/4                | /                            |
| 当   | 第43回衆議院議員総選挙 | 2003年11月09日 | 62   | 北海道1区               | 民主党     | 14万3987票  | 55.44% | 1    | 1/3                | /                            |
| 当   | 第44回衆議院議員総選挙 | 2005年09月11日 | 64   | 北海道1区               | 民主党     | 14万3564票  | 45.73% | 1    | 1/4                | /                            |
| 当   | 第45回衆議院議員総選挙 | 2009年08月30日 | 68   | 北海道1区               | 民主党     | 18万3216票  | 54.30% | 1    | 1/4                | /                            |
| 比当 | 第46回衆議院議員総選挙 | 2012年12月16日 | 71   | 比例北海道（北海道1区） | 民主党     | 7万9994票   | 28.89% | 8    | 2/5                | 1/2                          |
| 当   | 第47回衆議院議員総選挙 | 2014年12月14日 | 73   | 北海道1区               | 民主党     | 11万6398票  | 43.47% | 1    | 1/4                | /                            |

## 著書
- 『現代日本の陰』白馬書房、1972年11月20日。NDLJP:11925336。
- 『政党の近代化を語る』尾崎行雄記念財団、1972年3月。（山口敏夫との共著、討論集会シリーズ ）
- 『北こそフロンティア 北海道・新時代を切り拓く』東洋経済新報社、1987年2月26日。NDLJP:11969095。
- 『知事が語るニッポン分権』 橋本大二郎 対談 日本社会党機関紙局, 1993.7. 社会新報ブックレット
- 『東京ぬきでやろう』 往復書簡 平松守彦共著 1994.10. 岩波ブックレット
- 『第3の極』講談社、1995年6月。

衆議院によるオーラル・ヒストリー
2020年2月から2022年11月まで（全28回）行われた。
- 衆議院事務局 編『正副議長経験者に対するオーラル・ヒストリー事業 第73代 衆議院議長 横路 孝弘（上）』衆議院事務局、2024年3月29日。ISBN 978-4-911228-02-9。
- 衆議院事務局 編『正副議長経験者に対するオーラル・ヒストリー事業 第73代 衆議院議長 横路 孝弘（下）』衆議院事務局、2024年3月29日。ISBN 978-4-911228-03-6。